# Michail Wladimirowitsch Bernazki
Michail Wladimirowitsch Bernazki (russisch Михаил Владимирович Бернацкий; * 6. Oktoberjul. / 18. Oktober 1876greg. in Kiew; † 16. Juli 1943 in Paris) war ein ukrainisch-russischer Ökonom, Hochschullehrer und Politiker.

## Leben
Bernazki stammte aus einer Adelsfamilie. Der Vater starb früh, so dass der Gymnasiast Bernazki Privatstunden für seinen Lebensunterhalt geben musste. Er studierte an der juristischen Fakultät der Universität Kiew. Nach dem Abschluss blieb er dort am Lehrstuhl für Politische Ökonomie. Ab 1904 lehrte er in St. Petersburg Politische Ökonomie an der Tenischew-Schule und hielt dann Vorlesungen am St. Petersburger Polytechnischen Institut (ab 1908 als Dozent) und am St. Petersburger Technologischen Institut. Er beschäftigte sich mit Problemen des Zahlungsverkehrs und arbeitete in Zeitschriften der Legalen Marxisten mit, so auch im Mir Boschi. 1906 erschien sein Buch zur Agrarfrage, in dem er sich gegen die Enteignung und Verstaatlichung privaten Grundbesitzes wandte und für staatliche Darlehen für den Grundbesitzerwerb eintrat. In Berlin hörte er Vorlesungen an der Humboldt-Universität. Mit seiner Dissertation über die Theoretiker des Staatssozialismus in Deutschland und die sozialpolitischen Vorstellungen Fürst Bismarcks wurde Bernazki 1911 zum Magister für Politische Ökonomie promoviert. Er war Mitglied der Kadetten und stimmberechtigtes Mitglied der Petrograder Stadtduma.
Nach der Februarrevolution 1917 wurde Bernazki Leiter der Abteilung für Arbeit im Ministerium für Handel und Industrie der Provisorischen Regierung. Ab April 1917 war er Vorsitzender der Konferenz zur Beratung des Gesetzentwurfs für die Streikfreiheit. Er lehnte es ab, den Gewerkschaften in Kriegszeiten umfassende Streikrechte zu geben, und unterstützte die Militarisierung der Industrie. Im Juni 1917 gehörte er zu den Organisatoren der von Nikolai Wissarionowitsch Nekrassow geführten Radikaldemokratischen Partei. Im Juli 1917 wurde Bernazki Vizeminister für Handel und Industrie. Im September 1917 wurde er Finanzminister der letzten Provisorischen Regierung. Er trat für eine allgemeine Einkommensteuer, Erhöhung der Erbschaftsteuer und Besteuerung der Kriegsgewinne ein. Die Inflation versuchte er durch indirekte Steuern und Einführung eines Monopols für Tee, Zucker und Streichhölzer zu bekämpfen. Er schlug vor, den Export von Wertgegenständen ins Ausland zu verbieten. Am Tag der Oktoberrevolution wurde er mit den anderen Ministern im Winterpalast festgenommen, in der Peter-und-Paul-Festung inhaftiert und dann freigelassen.
Bernazki entwich nach Rostow am Don und schloss sich im Russischen Bürgerkrieg der Weißen Bewegung an. Im Mai 1918 wurde er Mitglied des Allrussischen Nationalen Zentrums. Im Frühjahr 1919 wurde er Finanzminister der Regierung des Generals Alexei Wladimirowitsch von Schwarz in Odessa. 1919–1920 war Bernazki Mitglied des Generalkommandos der Bewaffneten Kräfte Südrusslands des Generals Anton Iwanowitsch Denikin und Chef der Finanzverwaltung. Er leitete die Ausgabe von Kreditbilletts als Geldersatz und entwertete die sowjetischen Banknoten. Im Februar 1920 wurde er Finanzminister der Südrussischen Regierung. Nach dem Rückzug Denikins auf die Krim im Frühjahr 1920 leitete Bernazki das Geschäftsführende Kabinett als letzte Regierung Denikins. Dann wurde er Finanzminister in der Regierung beim neuen Oberbefehlshaber Baron Pjotr Nikolajewitsch Wrangel. Dort konnte er seine frühere Politik mit Einführung eines Getreideexportmonopols und Haushaltsfinanzierung durch indirekte Steuern fortsetzen, während Denikin sich auf direkte Steuern gestützt hatte. Er führte die Verhandlungen zur Erlangung einer Anleihe in Paris. Im Herbst 1920 wollten Wrangel und sein Premierminister Alexander Wassiljewitsch Kriwoschein den Theoretiker Bernazki durch einen Praktiker ersetzen, der in dieser besonderen Situation nicht mehr zu finden war. Bernazki wurde seines Amtes enthoben  und leitete den Kauf von Kohle für die Schiffe zur Evakuierung der weißen Truppen und Zivilisten aus der Krim. Bis zuletzt hatte er sich seinen Ruf als ehrlicher Mensch erhalten.
Nach seiner Evakuierung aus der Krim kümmerte Bernazki sich um die Unterbringung der Evakuierten. Dann war er Vorsitzender des Finanzrats bei dem von Wrangel gegründeten Russischen Rat der exilierten russischen Botschafter, zu dessen Verfügung die ausländischen Guthaben der früheren russischen Regierung überwiesen wurden. Er verfügte über große Summen, führte aber selbst ein bescheidenes Leben und nahm, als sein erkrankter Sohn ins Krankenhaus aufgenommen werden musste, nur Hilfen von Verwandten und Freunden an. Er war wissenschaftlich tätig und schrieb Fachaufsätze. Er veröffentlichte 1922 zusammen mit Arthur Raffalovich ein Buch in französischer Sprache über den Geldumlauf in Russland, 1924 zusammen mit Alfred Amonn ein Buch in deutscher Sprache über die Währungsreformen in der Tschechoslowakei und UdSSR und 1928 eine größere Arbeit in englischer Sprache über die russischen Staatsfinanzen während des Ersten Weltkriegs. Er blieb ein Befürworter der Goldwährung und sozialer Reformen ohne Einschränkung privater Initiativen. Ab 1924 beteiligte er sich an der Arbeit der Ökonomie-Abteilung des Russischen Instituts für Recht und Ökonomie, das an der Universität von Paris eingerichtet worden war.
Bernazki war verheiratet mit Olga Wladimirowna geborene Gamaleja (1879–1942) und wurde auf dem Cimetière parisien de Bagneux neben seiner Frau begraben.